# Foordita
La foordita és un mineral de la classe dels òxids, que pertany i dona nom al grup de la foordita. Rep el nom en honor d'Eugene Edward Foord (1946-1998) mineralogista del Servei Geològic dels Estats Units i especialista en recerca de pegmatites de granit.

## Característiques
La foordita és un òxid de fórmula química Sn2+Nb₂O₆. Cristal·litza en el sistema monoclínic. La seva duresa a l'escala de Mohs és 6. És un mineral isostructural amb la thoreaulita, amb la que forma una sèrie de solució sòlida i de la qual és el seu anàleg amb niobi.
Segons la classificació de Nickel-Strunz, la foordita pertany a «04.DG: Òxids i hidròxids amb proporció Metall:Oxigen = 1:2 i similars, amb cations grans (+- mida mitjana); cadenes que comparteixen costats d'octàedres» juntament amb els següents minerals: euxenita-(Y), fersmita, kobeïta-(Y), loranskita-(Y), policrasa-(Y), tanteuxenita-(Y), uranopolicrasa, itrocrasita-(Y), fergusonita-(Y)-β, fergusonita-(Nd)-β, fergusonita-(Ce)-β, itrotantalita-(Y), thoreaulita i raspita.

## Formació i jaciments
Va ser descoberta a Lutsiro, a prop el riu Sebeya, al districte de Kabaya de la província de l'Oest, Ruanda. També ha estat descrita en diversos indrets de les regions de Maniema i Tanganyika, a la República Democràtica del Congo.